# Nonthaburi
Nonthaburi (thailändisch นนทบุรี; verwaltungstechnisch เทศบาลนครนนทบุรี, Thesaban Nakhon Nonthaburi) ist eine Großstadt in Zentralthailand, unmittelbar nördlich von Bangkok, und die Hauptstadt der Provinz Nonthaburi. Die Großstadt Nonthaburi hat 257.745 Einwohner (2012) und ist damit der Bevölkerung nach die zweitgrößte Kommune Thailands.

## Geographie
Die Stadt Nonthaburi liegt 20 Kilometer nördlich des Zentrums von Bangkok am Mae Nam Chao Phraya (Chao-Phraya-Fluss). Sie grenzt unmittelbar an die nördlichen Bezirke Bang Sue, Chatuchak und Lak Si der Landeshauptstadt. Zahlreiche kleinere Wasserläufe bilden den Lebensmittelpunkt vieler Menschen, so wie man es vor Jahrzehnten noch in der Hauptstadt vorfinden konnte.

## Wirtschaft und Bedeutung
Die Umgebung von Nonthaburi ist sehr fruchtbar. Hauptanbauprodukt ist Obst, das traditionell auf zahlreichen Plantagen der Umgebung angebaut wird. Als typisch für Nonthaburi gelten insbesondere Durian und Mandarinen.
Seit den 1960er-Jahren – und noch verstärkt seit den 1980ern – hat sich Nonthaburi aber aufgrund seiner Nachbarschaft zu Bangkok vor allem zu einem Industrie- und Dienstleistungsstandort entwickelt. Das deutsche Unternehmen Stiebel Eltron errichtete 2001 eine Fertigungsstätte für elektrische Kleindurchlauferhitzer („Shower Units“) für den Weltmarkt. Außerdem befindet sich hier der Hauptsitz der Thaicom Public Company Limited, die Betreibergesellschaft der Thaicom-Satellitengruppe.

## Geschichte
Nonthaburi war schon während der Ayutthaya-Zeit eine wichtige Stadt. Zweimal wurde die Lage der Stadt um mehrere Kilometer verlegt. 1665 wurde Nonthaburi unter König Narai in die neu erbaute Festung am Maenam Om verlegt. 1928 befahl König Prajadhipok (Rama VII.) die Verlegung an den gegenwärtigen Standort.

## Sehenswürdigkeiten

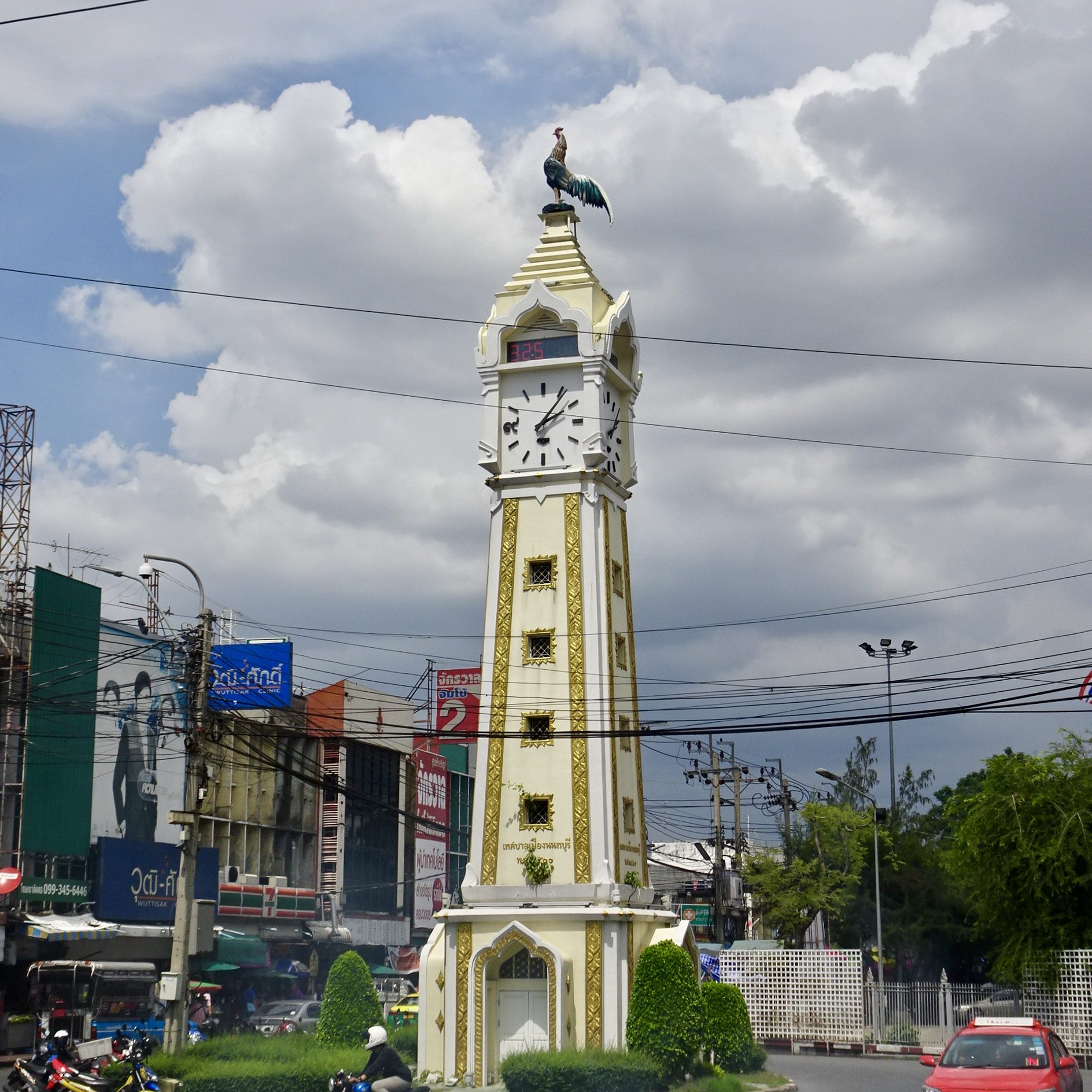
Turmuhr an der Fähranlegestelle

Die noch vorhandenen Khlongs ähneln dem ursprünglichen Stadtbild von Bangkok, wie es noch vor wenigen Jahrzehnten anzutreffen war.
Das alte Rathaus am Ufer des Chao Phraya wurde in der Regierungszeit König Vajiravudh (Rama VI.) im europäischen Stil errichtet und ist überall mit geschnitztem Teakholz verziert.

## Infrastruktur
Nonthaburi wird vom Sirat-Expressway, einer der mautpflichtigen Stadtautobahnen des Großraum Bangkoks, durchschnitten. Wichtigstes öffentliches Verkehrsmittel sind neben den Stadtbussen die Expressboote auf dem Chao Phraya.
Seit 2016 führt die violette Linie der Bangkoker U-Bahn (MRT) von Nonthaburi nach Bangkok zur Station Tao Poon, an der Anschluss zur blauen MRT-Linie besteht. Seit 2023 ist das staugeplagte Nonthaburi auch über eine Einschienenbahn (Monorail) – die rosafarbene Linie des MRT – mit den nördlichen Stadtteilen Bangkoks sowie der benachbarten Stadt Pak Kret verbunden.
In Nonthaburi befindet sich ein Standort der thailändischen Hochschule für Gesundheitsmanagement, der Boromarajonani-Krankenpflegeschule sowie ein Campus der Technischen Universität Rajamangala Suvarnabhumi. Außerdem befindet sich hier mit dem Srithanya-Krankenhaus die größte psychiatrische Klinik des Landes.
The Mall Ngamwongwan im Osten der Stadt, unmittelbar außerhalb der Stadtgrenze Bangkoks, ist eines der großen Einkaufszentren des Großraums Bangkok.

## Persönlichkeiten
- Plaek Phibunsongkhram (1897–1964), Feldmarschall, Premierminister und Militärdiktator
- Chavalit Yongchaiyudh (* 1932), General, Politiker, Premierminister
- Apirak Kosayodhin (* 1961), Politiker, 14. Gouverneur von Bangkok
- Nonsi Nimibut (* 1962), Regisseur, Drehbuchautor und Produzent
- Samuel Cunningham (* 1989), Fußballspieler
- Theerathon Bunmathan (* 1990), Fußballspieler
- Sorravid Sookbanthoeng (* 1996), Fußballspieler
- Narin Channarong (* 1998), Fußballspieler
- Panusaya Sithijirawattanakul (* 1998), Bürgerrechtlerin
- Thanapol Thongtueng (* 1999), Fußballspieler